# Кеон, Дэйв
Дэвид Майкл «Дэйв» Кеон (англ. David Michael «Dave» Keon; 22 марта 1940 года, Руэн-Норанда, Квебек, Канада) — бывший канадский хоккеист, центральный нападающий. На профессиональном уровне выступал с 1960 по 1982 год, 15 сезонов провёл в клубе «Торонто Мейпл Лифс». Член Зала хоккейной славы с 1986 года, член Зала спортивной славы Онтарио с 2010 года.

## Награды и достижения
- «Колдер Трофи»: 1961
- «Леди Бинг Трофи»: 1962, 1963
- Вторая сборная всех звёзд НХЛ: 1962, 1971
- Участник матча всех звёзд НХЛ: 1962, 1963, 1964, 1967, 1968, 1970, 1971, 1973
- Обладатель Кубка Стэнли: 1962, 1963, 1964, 1967
- Награда имени Дж. П. Бикелла (лучшему игроку «Торонто Мейпл Лифс»): 1962, 1963[2]
- «Конн Смайт Трофи»: 1967
- Пол Дено Трофи (приз игроку ВХА, продемонстрировавшему джентльменское поведение): 1977, 1978
- Член Зала хоккейной славы с 1986 года
- Занял 69-е место в Списке 100 лучших игроков НХЛ по версии журнала The Hockey News, опубликованном в 1998 году
- В честь хоккеиста была названа хоккейная арена в Руэн-Норанда
- Член Зала славы ВХА с 2010 года[3]
- В честь Кеона установлена статуя на аллее легенд «Торонто Мейпл Лифс» перед Эйр Канада-центр в Торонто.

## Статистика
| Легенда | Легенда                    | Легенда | Легенда                   | Легенда | Легенда    |
| ------- | -------------------------- | ------- | ------------------------- | ------- | ---------- |
| И       | Количество проведённых игр | Штр     | Штрафное время            | +/−     | Плюс-минус |
| Г       | Голы                       | П       | Голевые передачи          | О       | Очки       |
| -       | Статистика неизвестна      | —       | Статистика не учитывалась |         |            |